# Johannes van der Waals
Johannes Diderik van der Waals (Leiden, Países Bajos, 23 de noviembre de 1837-Ámsterdam, 8 de marzo de 1923) fue un profesor universitario y físico neerlandés. Es conocido por su trabajo en la ecuación del estado de los gases y los líquidos por el cual ganó el Premio Nobel de Física en 1910.
Su nombre se asocia principalmente con la ecuación de Van der Waals de estado que describe el comportamiento de los gases y su condensación a la fase líquida. Su nombre también se asocia a las fuerzas de Van der Waals (fuerzas entre moléculas estables), con molécula de van der Waals (pequeños grupos moleculares unidos por fuerzas de Van der Waals), y con radios de Van der Waals (tamaños de moléculas). James Clerk Maxwell dijo en una ocasión que "no cabe duda de que el nombre de Van der Waals pronto figurará entre los más destacados de la ciencia molecular."
En su tesis de 1873, Van der Waals observó la no idealidad de los gases reales y la atribuyó a la existencia de interacciones intermoleculares. Introdujo la primera ecuación de estado derivada por la suposición de un volumen finito ocupado por las moléculas constituyentes. Encabezada por Ernst Mach y Wilhelm Ostwald, hacia finales del siglo XIX surgió una fuerte corriente filosófica que negaba la existencia de moléculas. Se consideraba que la existencia molecular no estaba demostrada y que la hipótesis molecular era innecesaria. En la época en que se escribió la tesis de Van der Waals (1873), la estructura molecular de los fluidos no había sido aceptada por la mayoría de los físicos, y líquido y vapor se consideraban a menudo como químicamente distintos. Pero los trabajos de Van der Waals afirmaron la realidad de las moléculas y permitieron evaluar su tamaño y fuerza de atracción. Su nueva fórmula revolucionó el estudio de las ecuaciones de estado. Comparando la su ecuación de estado con datos experimentales, Van der Waals pudo obtener estimaciones del tamaño real de las moléculas y de la fuerza de su atracción mutua.
El efecto del trabajo de Van der Waals sobre la física molecular en el siglo XX fue directo y fundamental. Al poner parámetros de introducción que caracterizar el tamaño y la atracción moleculares al construir su ecuación de estado, Van der Waals marcó la pauta de la ciencia molecular moderna. Que aspectos moleculares como el tamaño, la forma, la atracción y las interacciones multipolares debían constituir la base de las formulaciones matemáticas de las propiedades termodinámicas y de transporte de los fluidos se considera actualmente un axioma. Con la ayuda de la ecuación de estado de Van der Waals, los parámetros del punto crítico de los gases pudieron predecirse con exactitud a partir de mediciones termodinámicas realizadas a temperaturas mucho más elevadas. Posteriormente, nitrógeno, oxígeno, hidrógeno y helio sucumbieron a la liquefacción. [Heike Kamerlingh Onnes]] se vio muy influida por los trabajos pioneros de Van der Waals. En 1908, Onnes fue el primero en fabricar helio líquido; esto le condujo directamente a su descubrimiento en 1911 de la superconductividad.

## Biografía

### Primeros años y educación
Johannes Diderik van der Waals nació el 23 de noviembre de 1837 en Leiden, Países Bajos. Era el mayor de los diez hijos de Jacobus van der Waals y Elisabeth van den Berg. Su padre era carpintero en Leiden. Como era habitual para todas las chicas y chicos de clase trabajadora en el siglo XIX, no fue a la escuela secundaria que le habría dado derecho a entrar en la universidad. En su lugar, fue a una escuela de "educación primaria avanzada", que terminó a los quince años. Después fue aprendiz de maestro en una escuela primaria. Entre 1856 y 1861 siguió cursos y obtuvo las cualificaciones necesarias para convertirse en maestro y director de escuela primaria.
En 1862 empezó a asistir a clases de matemáticas, física y astronomía en la universidad de su ciudad natal, aunque no reunía los requisitos para matricularse como alumno regular, en parte por su falta de formación en lenguas clásicas.  Sin embargo, la Universidad de Leiden tenía una disposición que permitía a los estudiantes externos cursar hasta cuatro asignaturas al año. En 1863, el gobierno holandés puso en marcha un nuevo tipo de escuela secundaria (HBS, una escuela dirigida a los hijos de las clases medias altas). Van der Waals, entonces director de una escuela elemental, quiso ser profesor de matemáticas y física en la HBS y pasó dos años estudiando en su tiempo libre para los exámenes requeridos.
Estudió entre 1862 y 1865, licenciándose en matemáticas y física. Se casó con Anna Magdalena Smit en 1865 y tuvo cuatro hijos: tres mujeres (Anne Madeleine, la poetisa Jacqueline Elisabeth y Johanna Diderica) y un varón (el físico Johannes Diderik Jr., quien también trabajó en la Universidad de Ámsterdam). El sobrino de Van der Waals, Peter van der Waals, fue ebanista y figura destacada de la escuela de Sapperton, Gloucestershire (Reino Unido), dentro del movimiento Arts and Crafts. Su mujer murió de tuberculosis a los 34 años, en 1881. Tras enviudar, Van der Waals no volvió a casarse y quedó tan afectado por la muerte de su esposa que no publicó nada durante una década.
En 1865 fue nombrado profesor en La Haya En 1866, fue director de una escuela secundaria de La Haya, que estaba lo suficientemente cerca de Leiden como para permitir a Van der Waals reanudar allí sus cursos en la universidad. En septiembre de 1865, justo antes de trasladarse a Deventer, Van der Waals se casó con Anna Magdalena Smit, de dieciocho años.
En 1873, obtuvo el grado de Doctor por sus tesis titulada Over de Continuïteit van den Gas - en Vloeistoftoestand (Sobre la continuidad de los estados líquido y gaseoso). En 1876, se convirtió en el primer profesor de física de la Universidad de Ámsterdam.
Johannes murió en Ámsterdam el 8 de marzo de 1923, un año después de la muerte de su hija Jacqueline.

### Profesorado
Van der Waals carecía aún de los conocimientos de lenguas clásicas que le habrían dado derecho a ingresar en la universidad como estudiante regular y a presentarse a los exámenes. Sin embargo, la ley que regulaba el acceso a la universidad se modificó y el ministro de Educación podía dispensar a Van der Waals del estudio de las lenguas clásicas. Van der Waals obtuvo esta dispensa y aprobó los exámenes de física y matemáticas para estudios de doctorado.
En la Universidad de Leiden, el 14 de junio de 1873, defendió su tesis doctoral Over de Continuïteit van den Gas- en Vloeistoftoestand (sobre la continuidad del estado gaseoso y líquido) bajo la dirección de Pieter Rijke. En la tesis, introdujo los conceptos de volumen molecular y atracción molecular.
En septiembre de 1877, Van der Waals fue nombrado primer catedrático de física de la recién fundada Universidad Municipal de Ámsterdam. Dos de sus colegas más destacados fueron el fisicoquímico Jacobus Henricus van 't Hoff y el biólogo Hugo de Vries. Hasta su jubilación a los 70 años, Van der Waals permaneció en la Universidad de Ámsterdam. Le sucedió su hijo Johannes Diderik van der Waals, hijo, que también era físico teórico. En 1910, a la edad de 72 años, Van der Waals recibió el Premio Nobel de Física. Murió a los 85 años el 8 de marzo de 1923.

## Investigaciones científicas
El principal interés de Van der Waals se centraba en el campo de la termodinámica. Se vio influido por el tratado de Rudolf Clausius de 1857 titulado Über die Art der Bewegung, welche wir Wärme nennen (Sobre el tipo de movimiento que llamamos calor). Van der Waals recibió posteriormente una gran influencia de los escritos de James Clerk Maxwell, Ludwig Boltzmann, y Willard Gibbs. El trabajo de Clausius le llevó a buscar una explicación a los experimentos de Thomas Andrews que habían revelado, en 1869, la existencia de temperaturas críticas en los fluidos. Consiguió dar una descripción semicuantitativa de los fenómenos de condensación y temperaturas críticas en su tesis de 1873, titulada Over de Continuïteit van den Gas- en Vloeistoftoestand (Sobre la continuidad del estado gaseoso y líquido). Esta disertación representó un hito en la física y fue inmediatamente reconocida como tal, por ejemplo, por James Clerk Maxwell que la reseñó en Nature de forma elogiosa.
Es famoso por su trabajo en la ecuación del estado de los gases y los líquidos, por la cual ganó el premio Nobel de Física en 1910. Van der Waals fue el primero en darse cuenta de la necesidad de tomar en consideración el volumen de las moléculas y las fuerzas intermoleculares (Fuerzas de Van der Waals, como generalmente se les conoce y que tienen su origen en la distribución de cargas positivas y negativas en la molécula), estableciendo la relación entre presión, volumen y temperatura de los gases y los líquidos.
También investigó sobre la disociación electrolítica, sobre la teoría termodinámica de la capilaridad y sobre estática de fluidos.

## Eponimia
- El cráter lunar Van der Waals lleva este nombre en su memoria.[17]
- El asteroide (32893) Van der Waals también conmemora su nombre.[18]
- Las Fuerzas de Van der Waals llevan su nombre.
- La Ecuación de Van der Waals también tiene su nombre.

## Ecuación de Van der Waals
Importante es la contribución de Van der Waals a la termodinámica, con la conocida como ecuación de Van der Waals. Mientras estudiaba en Leiden, se había topado con un artículo de 1857 del físico alemán Rudolf Clausius, titulado Über die Art der Bewegung, welche wir Wärme nennen (Sobre la naturaleza del movimiento que llamamos calor).  En el artículo, la temperatura se identificaba con el movimiento de moléculas y átomos. Además, fue influido por los escritos de James Clerk Maxwell, Ludwig Boltzmann y Josiah Willard Gibbs. El trabajo de Clausius lo llevó a buscar una explicación para los experimentos de Thomas Andrews. Este químico y físico irlandés había descubierto la existencia de temperaturas críticas en los líquidos en 1869 sin poder dar una explicación teórica del fenómeno.
Van der Waals encontró que la ley general de los gases de Boyle-Gay Lussac,
{\displaystyle pV=nRT}
con
p = presión
V = volumen
n = cantidad de gas (en moles)
R = constante de los gases
T = temperatura en K
en la práctica sólo es válida para gases diluidos. Aquí la aproximación de las moléculas de gas se aplica como partículas puntuales (sin volumen propio) sin interacción. En el modelo de esfera dura propuesto por él, en el que las moléculas no se consideran puntos adimensionales, sino partículas con dimensiones finitas, que ocupan un espacio finito y se atraen entre sí, Van der Waals llegó a su ecuación de estado general:
{\displaystyle \left(p+{\frac {an^{2}}{V^{2}}}\right)\left(V-nb\right)=nRT}
Aquí los parámetros a y b dependen del gas. El parámetro a describe el efecto de las fuerzas de atracción efectivas entre las moléculas, de modo que la presión en la pared es, en última instancia, ligeramente menor de lo que cabría esperar según la ley general de los gases. El parámetro b, el covolumen, tiene en cuenta que las partículas de gas no son partículas puntuales sino que tienen un volumen finito, por lo que en realidad tienen algo menos de espacio para moverse que si fueran partículas puntuales.
Las fuerzas de atracción entre las moléculas neutras en gases y líquidos ahora se denominan fuerzas de Van der Waals. La naturaleza de esta fuerza fue aclarada por John Lennard-Jones, Fritz London y Hendrik Casimir, entre otros.
Gracias a esta teoría, pudo explicar muchas propiedades experimentales de los gases, en particular la existencia de la temperatura crítica Tk, descubierta por Andrews.

## Citas relacionadas
"No cabe duda de que el nombre de Van der Waals pronto figurará entre los más destacados de la ciencia molecular."
Observaciones de James Clerk Maxwell en la revista Nature (1873).

Estará perfectamente claro que en todos mis estudios estuve muy convencido de la existencia real de las moléculas, que nunca las consideré como un producto de mi imaginación, ni siquiera como meros centros de efectos de fuerza. Las consideré como cuerpos reales, por lo que lo que llamamos "cuerpo" en el lenguaje cotidiano debería llamarse mejor "pseudocuerpo". Se trata de un agregado de cuerpos y espacio vacío. No conocemos la naturaleza de una molécula formada por un solo átomo químico. Sería prematuro tratar de responder a esta pregunta, pero admitir esta ignorancia no perjudica en absoluto la creencia en su existencia real. Cuando empecé mis estudios, tenía la sensación de estar casi solo en esa opinión. Y cuando, como ocurrió ya en mi tratado de 1873, determiné su número en un gramo-mol, su tamaño y la naturaleza de su acción, me vi reforzado en mi opinión, pero aun así surgió a menudo dentro de mí la pregunta de si en el análisis final una molécula es un producto de la imaginación y toda la teoría molecular también. Y ahora no me parece exagerado afirmar que la existencia real de las moléculas es universalmente asumida por los físicos. Muchos de los que más se oponían a ella han acabado por convencerse, y mi teoría puede haber contribuido a ello. Y precisamente esto, creo, es un paso adelante. Cualquiera que conozca los escritos de Boltzmann y Willard Gibbs admitirá que los físicos con gran autoridad creen que los complejos fenómenos de la teoría del calor sólo pueden interpretarse de esta manera. Es un gran placer para mí que un número cada vez mayor de físicos jóvenes encuentren la inspiración para su trabajo en los estudios y contemplaciones de la teoría molecular..."
Notas de Johannes D. van der Waals en la conferencia del Nobel, "La ecuación de estado de los gases y los líquidos" (12 de diciembre de 1910).